# Up (R.E.M.)
Up è l'undicesimo album in studio dei R.E.M. pubblicato il 27 ottobre 1998.

## Descrizione
Dopo l'abbandono di Bill Berry, batterista dei R.E.M. fin dalla nascita del gruppo, la band si affida a diversi professionisti per poi collaborare più stabilmente con Joey Waronker. I R.E.M. rompono il rapporto professionale con il produttore Scott Litt, sostituito dall'ex tecnico del suono Pat McCarthy.
Con McCarthy viene realizzato Up, l'album più sperimentale ed elettronico del gruppo di Athens, che cerca un equilibrio tra i suoni dolci e melodici tipici della band con le nuove sonorità.
Il primo singolo estratto dall'album è Daysleeper, seguito da Lotus, At My Most Beautiful e Suspicion.
Tra i credit di Hope è stato inserito anche il nome di Leonard Cohen per la somiglianza con la sua canzone Suzanne.
Il brano Diminished dura 5 minuti. Dopo questa canzone è possibile ascoltare la traccia nascosta I'm Not Over You, della durata di un minuto.

## Tracce
Tutte le canzoni sono scritte da Peter Buck, Mike Mills, Michael Stipe, tranne dove indicato.
1. Airportman - 4:13
2. Lotus - 4:31
3. Suspicion - 5:37
4. Hope (Leonard Cohen, Buck, Mills, Stipe) - 5:01
5. At My Most Beautiful - 3:35
6. The Apologist - 4:29
7. Sad Professor - 4:03
8. You're in the Air - 5:23
9. Walk Unafraid - 4:33
10. Why Not Smile - 4:02
11. Daysleeper - 3:39
12. Diminished - 6:01
13. Parakeet - 4:12
14. Falls to Climb - 5:06

## Formazione
- Michael Stipe - voce, chitarra
- Peter Buck - chitarra, basso, batteria percussioni, tastiera, cori
- Mike Mills - basso, tastiera, chitarra, cori

Altri musicisti
- Barrett Martin – batteria, percussioni
- Joey Waronker – batteria, percussioni
- Scott McCaughey – tastiera, percussioni
- Bruce Kaphan – chitarre, pedal steel guitar, tastiere, basso, synth, percussioni, organo
- John Keane – chitarre, slide guitar, pedal steel guitar, chitarra a 12 corde, basso, tastiere cori
- Jun-Ching Lin, David Arenz, David Braitberg, Willard Shull, Sou-Chun Su, Ellie Arenz, Jay Christy, Anne Page, Helen Porter – violino
- Paul Murphy, Ried Harris, Heidi Nichie, Patti Gouvas – viola
- Daniel Laufer, Elizabeth Murphy, Christopher Rex, Nan Maddox – violoncello
- Douglas Sommer – contrabbasso

## Classifiche
| Classifica (1998) | Posizione massima |
| ----------------- | ----------------- |
| Australia         | 5                 |
| Austria           | 1                 |
| Belgio (Fiandre)  | 4                 |
| Belgio (Vallonia) | 25                |
| Canada            | 2                 |
| Danimarca         | 3                 |
| Europa            | 1                 |
| Finlandia         | 10                |
| Francia           | 9                 |
| Germania          | 1                 |
| Irlanda           | 2                 |
| Italia            | 1                 |
| Norvegia          | 1                 |
| Nuova Zelanda     | 8                 |
| Paesi Bassi       | 16                |
| Portogallo        | 3                 |
| Regno Unito       | 2                 |
| Stati Uniti       | 3                 |
| Svezia            | 2                 |
| Svizzera          | 7                 |